# Třebotov
Třebotov es una localidad del distrito de Praga-Oeste en la región de Bohemia Central, República Checa, con una población estimada a principio del año 2018 de 1440 habitantes. 
Se encuentra ubicada en el centro-oeste de la región, junto a Praga y a poca distancia del río Berounka —un afluente izquierdo del río Moldava—.